# Blik op de Weg
Blik op de Weg was een Nederlands televisieprogramma over wegverkeer en verkeersovertredingen. Het programma begon op 11 november 1991 en werd jarenlang gepresenteerd door Leo de Haas, die ook het programma bedacht. In 2012 nam Frits Sissing de presentatie over.
Blik op de Weg laat door middel van reportages en televisieopnames uit videoauto's bestuurd door politieagenten zien dat niet iedereen de verkeersregels naleeft. Snelheidsovertreders en bestuurders die door rood rijden worden vaak vertoond in het programma. Het programma toont wel authentieke beelden, maar doet dat zonder sensatie. Ook geeft het geen sterke oordelen over de getoonde gebeurtenissen. Regelmatig waren er ook specials, zoals over vrachtwagens en motoren.

## Geschiedenis
Het programma zou aanvankelijk in 1991 onder de titel Nederland(s) Verkeer(d) worden uitgezonden, maar deze titel bleek al gebruikt te zijn door de VARA, waarop De Haas de nieuwe titel Blik op de Weg bedacht. De eerste 12 seizoenen werden uitgezonden door de NCRV. Vanaf seizoen 13 was het programma te zien bij de AVRO. In 2006 was er kort sprake van dat het programma Blik op de Weg te zien zou zijn bij Tien, voorheen Talpa. Na een door de AVRO aangespannen kort geding ging dit niet door. Na de fusie van de AVRO met de TROS was het programma te zien bij AVROTROS.
Enkele jaren speelde zich een conflict af tussen Leo de Haas en Koos Spee van het Bureau Verkeershandhaving Openbaar Ministerie (BVOM). Het BVOM had alle politiekorpsen geadviseerd de samenwerking met het programma Blik op de Weg te beëindigen. Sommige korpsen gaven hier geen gehoor aan. In de zomer van 2007 kwam de strijd tot een hoogtepunt, waarbij er ook Kamervragen werden gesteld. De programmamakers begonnen op het internet vanwege de BVOM-instructies een tegenactie onder de naam 'Houd Blik op de Weg'. Op 1 september 2007 werd het conflict tussen De Haas en Spee bijgelegd.
Op 14 januari 2012 maakte de AVRO bekend dat Leo de Haas, na meer dan 20 jaar het programma te hebben gepresenteerd, vervangen ging worden door Frits Sissing. Het nieuwe seizoen begon in februari 2012. De Haas bleef het programma produceren.
Op 18 april 2013 werd bekend dat er vanaf 2014 geen nieuwe afleveringen van Blik op de Weg meer zouden worden gemaakt, omdat de politie de samenwerking had opgezegd. Vanaf eind november 2014 werd nog een nieuw seizoen van 7 afleveringen uitgezonden. Deze beelden waren van 2012 en 2013. De laatste aflevering werd uitgezonden op 20 maart 2015. Het programma werd daarna nog herhaald. De afleveringen zijn terug te zien op het YouTube-kanaal van Leo de Haas.
In totaal zijn er 304 afleveringen gemaakt, waaronder drie speciale afleveringen: Het beste van Blik op de Weg 1996 en de dubbele aflevering 20 jaar Blik op de Weg.
Er werd gewerkt aan een nieuw programma (Politiewerk) dat breder zou inzetten op de taken van de politie, maar dit ging (net als een andere opdracht voor Leo de Haas) niet door. Op 1 december 2015 werd Leo de Haas TV Produkties failliet verklaard.
In 2019 begon De Haas nog niet eerder vertoonde fragmenten uit het archief op zijn YouTube-kanaal te plaatsen.

## Succes
Elke aflevering werd bekeken door anderhalf tot twee miljoen kijkers en had daarmee een marktaandeel van ongeveer 27%. In 2006 was het programma daarmee een van de succesvolste van de publieke omroep, ondanks de komst van vergelijkbare programma's als Wegmisbruikers!, Rij ik zo? en Op de Bon.
De beelden van Blik op de Weg worden sinds 2012 ook gebruikt in het door Leo de Haas geproduceerde programma Stop! Politie dat wordt uitgezonden op RTL 7.

## Seizoenen
| Seizoen | Eerste uitzending                    | Afleveringen | Aantal afleveringen |
| ------- | ------------------------------------ | ------------ | ------------------- |
| 1       | 11 november 1991 - 16 december 1991  | 1 - 6        | 6                   |
| 2       | 13 juli 1992 - 17 augustus 1992      | 7 - 12       | 6                   |
| 3       | 8 maart 1993 - 26 april 1993         | 13 - 20      | 8                   |
| 4       | 1 november 1993 - 10 januari 1994    | 21 - 31      | 11                  |
| 5       | 10 januari 1995 - 5 mei 1995         | 32 - 40      | 9                   |
| 6       | 1 januari 1996 - 22 april 1996       | 41 - 53      | 13                  |
| 7       | 17 januari 1997 - 19 mei 1997        | 54 - 66      | 13                  |
| 8       | 16 oktober 1998 - 15 januari 1999    | 67 - 79      | 13                  |
| 9       | 7 januari 2000 - 31 maart 2000       | 80 - 92      | 13                  |
| 10      | 5 januari 2001 - 30 maart 2001       | 93 - 105     | 13                  |
| 11      | 8 februari 2002 - 17 mei 2002        | 106 - 119    | 14                  |
| 12      | 28 december 2002 - 15 maart 2003     | 120 - 129    | 10                  |
| 13      | 6 februari 2004 - 2 juli 2004        | 130 - 144    | 15                  |
| 14      | 25 maart 2005 - 18 november 2005     | 145 - 160    | 16                  |
| 15      | 26 maart 2006 - 4 juni 2006          | 161 - 170    | 10                  |
| 16      | 5 september 2006 - 19 december 2006  | 171 - 180    | 10                  |
| 17      | 17 april 2007 - 19 juni 2007         | 181 - 190    | 10                  |
| 18      | 18 september 2007 - 4 december 2007  | 191 - 200    | 10                  |
| 19      | 22 januari 2008 - 6 mei 2008         | 201 - 210    | 10                  |
| 20      | 23 september 2008 - 30 december 2008 | 211 - 220    | 10                  |
| 21      | 3 maart 2009 - 5 mei 2009            | 221 - 230    | 10                  |
| 22      | 27 oktober 2009 - 6 april 2010       | 231 - 240    | 10                  |
| 23      | 13 april 2010 - 28 september 2010    | 241 - 250    | 10                  |
| 24      | 5 oktober 2010 - 25 januari 2011     | 251 - 260    | 10                  |
| 25      | 1 februari 2011 - 9 september 2011   | 261 - 270    | 10                  |
| 26      | 23 september 2011 - 16 december 2011 | 271 - 282    | 12                  |
| 27      | 16 februari 2012 - 30 april 2012     | 283 - 290    | 8                   |
| 28      | 21 februari 2013 - 28 november 2014  | 291 - 298    | 8                   |
| 29      | 5 december 2014 - 20 maart 2015      | 299 - 304    | 6                   |

## Tune
De tune van seizoen 1 van Blik op de Weg is van Bernhard Joosten. De tune van de overige seizoenen van Blik op de Weg is muziek van de IJslandse jazzrockformatie Mezzoforte. Presentator Leo de Haas werd hierdoor geïnspireerd, doordat hij vroeger als bassist en drummer in diverse bands nummers van onder andere Mezzoforte speelde.
De volgende nummers van het album Playing for time uit 1989 werden voor Blik op de Weg gebruikt:
- Playing for Time (begintune en bumpers seizoen 2 t/m 26, de tune werd vanaf seizoen 14 ingekort)
- Playing for time (gemoderniseerde tune, seizoen 27 t/m 29)
- Expressway  (eindtune seizoen 2 t/m 12)
- Take a Breath (eindtune seizoen 13 t/m 29)
- Quick step (bumper)